# Cyklologistyka
Cyklologistyka (ang. cyclo-logistics) — koncepcja w logistyce miejskiej, która polega na wykorzystaniu rowerów, rowerów cargo i innych pojazdów napędzanych siłą ludzkich mięśni do transportu towarów na krótkich dystansach w obszarach miejskich. Koncepcja ta, zyskująca na popularności w XXI w., promuje zrównoważony rozwój, redukcję emisji spalin oraz zmniejszenie zatłoczenia w miastach, koncentrując się na zastępowaniu tradycyjnych form logistyki w centrach miast.  Cyklologistyka jest odpowiedzią na wyzwania związane z dostawami tzw. "ostatniej mili". Cyklologistyka obejmuje głównie dostawy oraz usługi przeprowadzkowe. Działa na krótkich dystansach i często wykorzystuje mniejsze centra logistyczne, co ułatwia parkowanie pojazdów. Dostawy są realizowane zarówno przez tradycyjne przedsiębiorstwa i spółdzielnie, jak i platformy zatrudniające samozatrudnionych kurierów, co rodzi dyskusje na temat statusu pracowników. Kurierzy zajmują się dostawami, a dyspozytorzy organizują ich pracę.

## Sprzęt

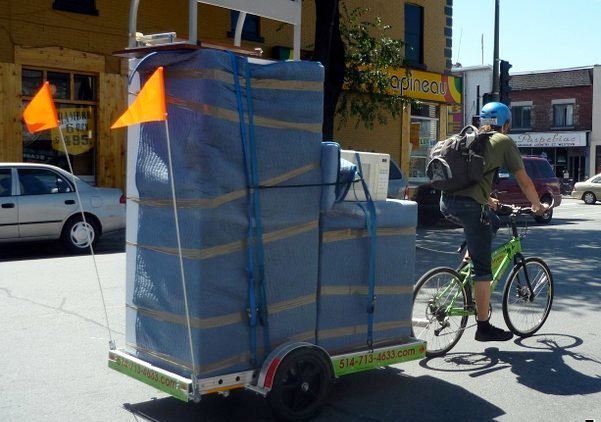
Przeprowadzka rowerowa, Montreal.

W cyklologistyce wykorzystywane są różne rodzaje rowerów, które mogą, ale nie muszą być wyposażone w wspomaganie elektryczne oraz przyczepki. Wiele firm produkuje biportery, triportery oraz przyczepki przeznaczone do transportu towarów. Zastosowanie rowerów w logistyce miejskiej pozwala zmniejszyć wpływ transportu na środowisko, redukując emisję spalin oraz hałas.

## Historia i rozwój

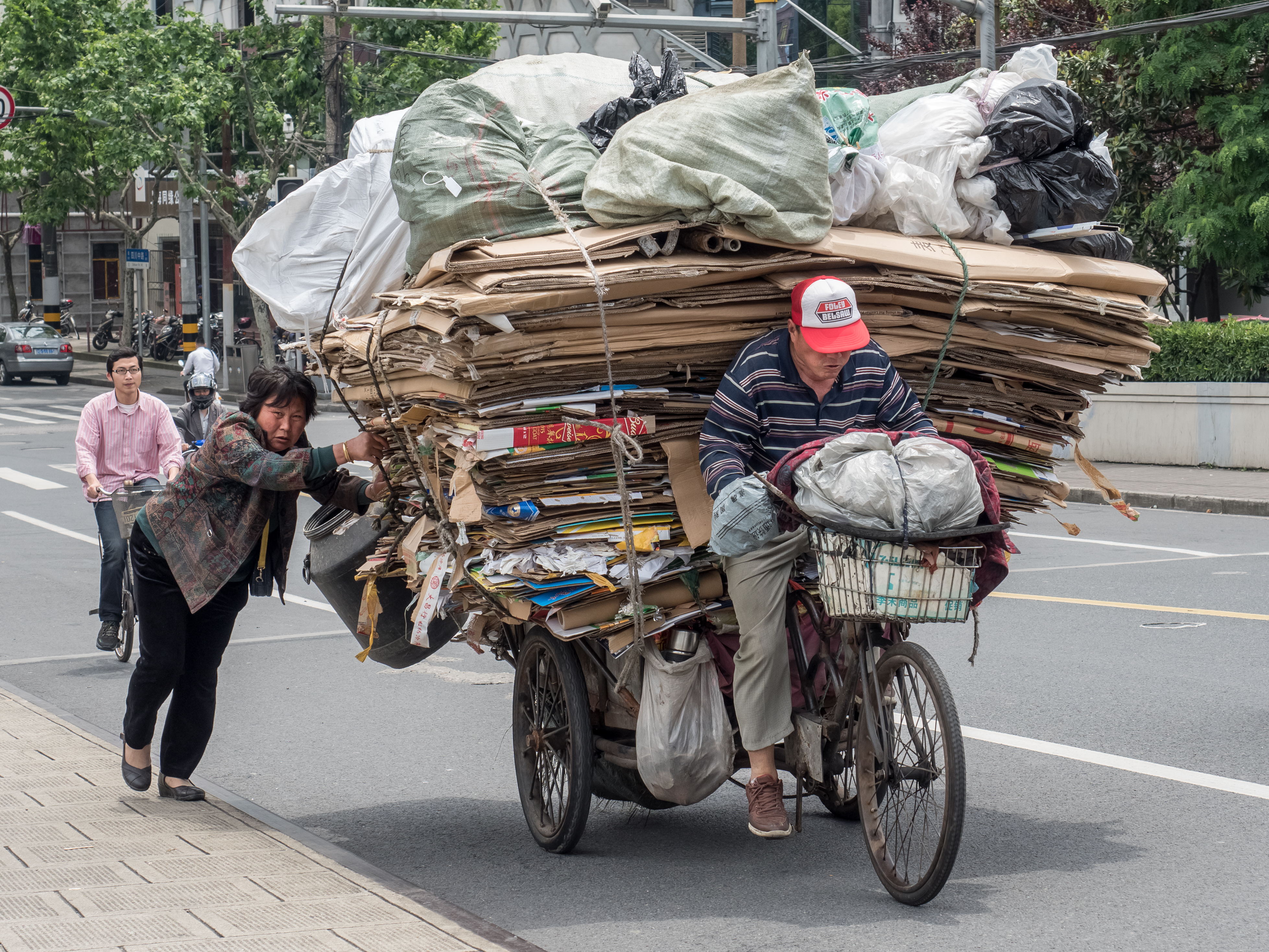
Rowerowy transport towarowy w Szanghaju

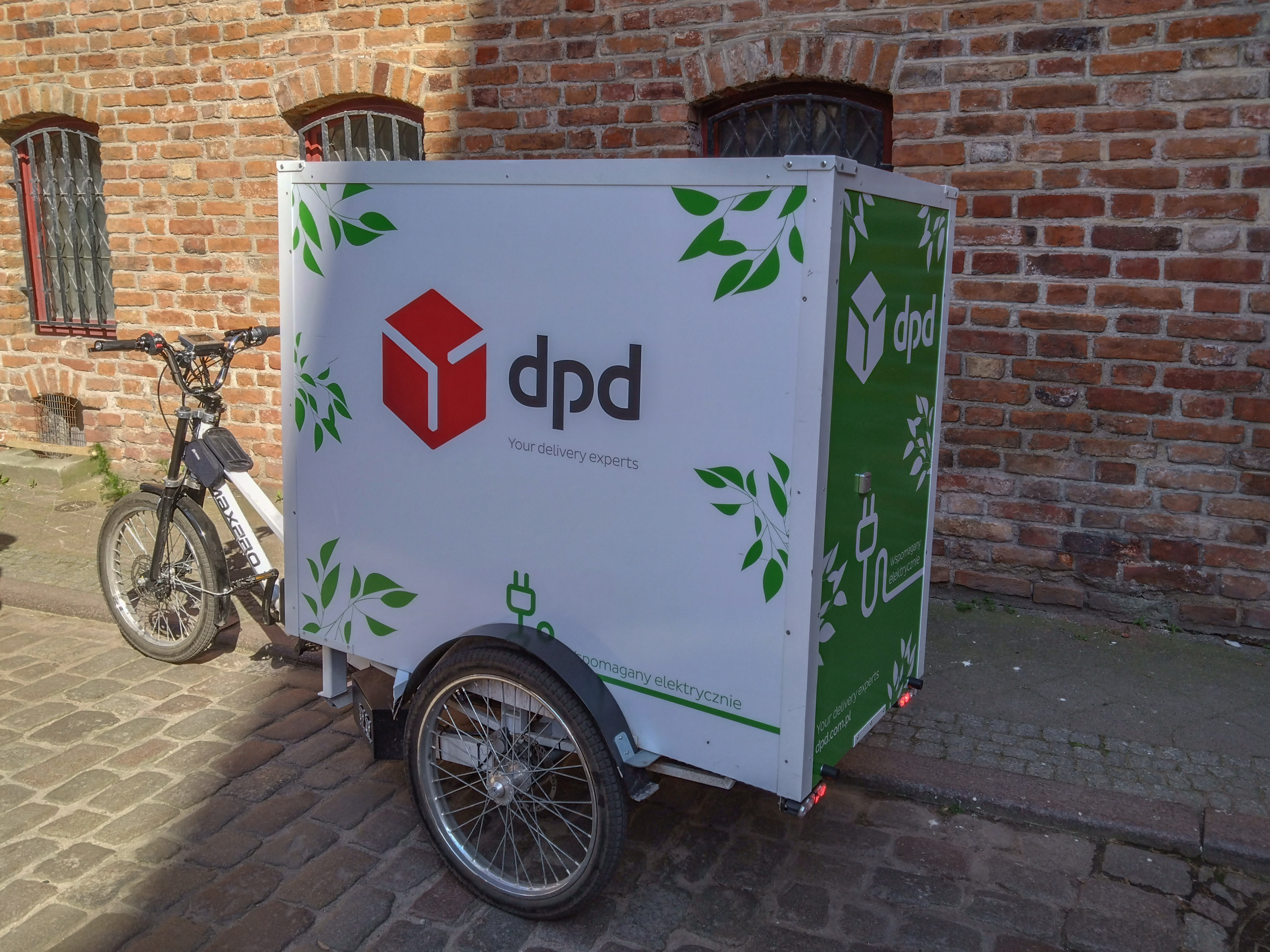
Wspomagany elektrycznie trójkołowy rower cargo przeznaczony do dostaw kurierskich DPD w Gdańsku

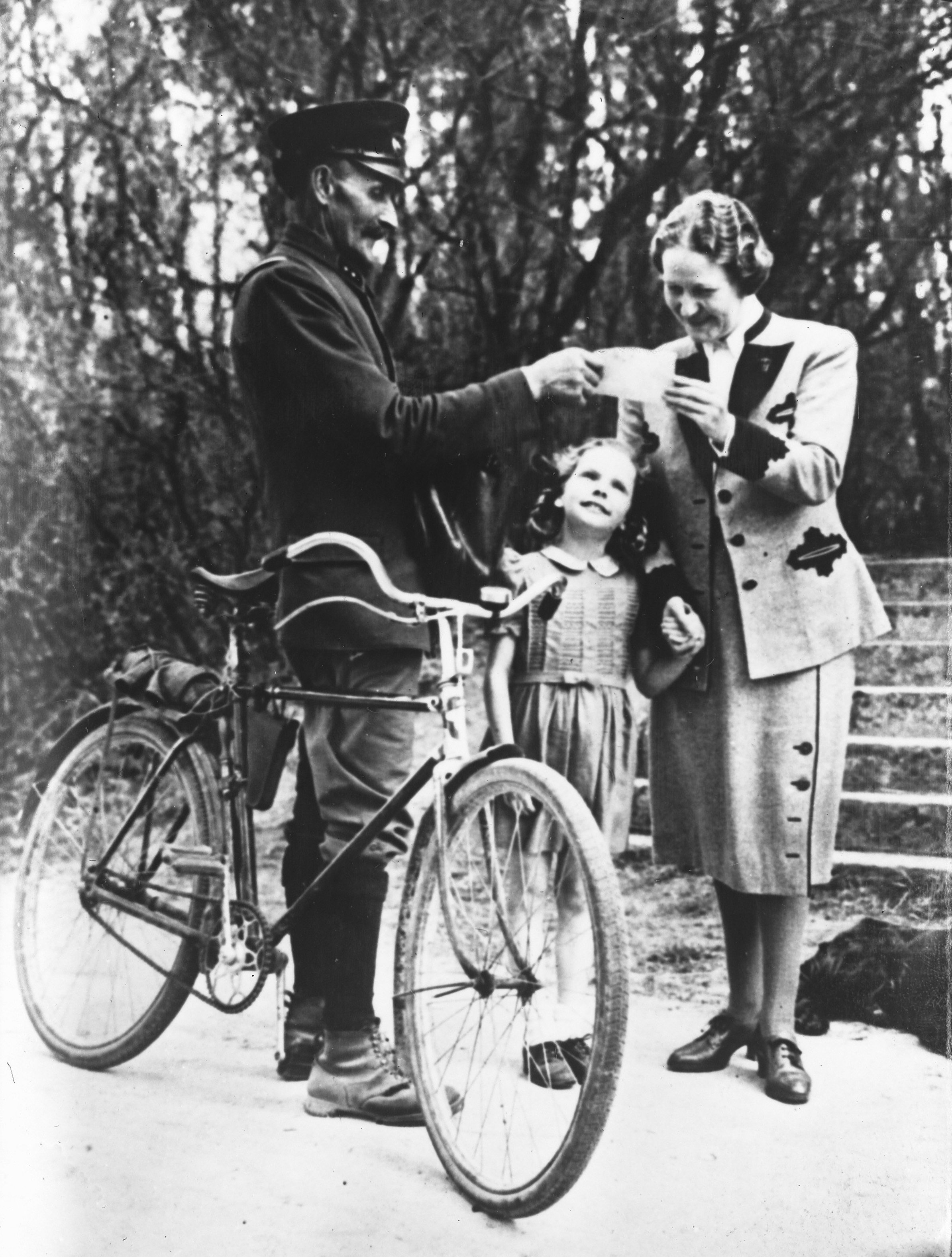
Listonosz na rowerze

Choć wykorzystywanie rowerów do transportu ma długą historię – zwłaszcza w krajach Azji, Chinach oraz w państwach rozwijających się. Od połowy XIX wieku stosowana głównie do dostaw poczty i małych paczek. Samo pojęcie „cyklologistyki” jako odrębnej dziedziny logistyki miejskiej zaczęło się rozwijać dopiero na przełomie XX i XXI wieku.  Pierwsze europejskie próby wykorzystywania rowerów do transportu towarów sięgają początku XX wieku. Wykorzystanie rowerów cargo nasiliło się w Europie pod koniec lat 90. XX wieku w związku z wprowadzaniem stref niskiej emisji.  Współczesna cyklologistyka wyewoluowała jako odpowiedź na rosnące problemy związane z zanieczyszczeniem powietrza, korkami w miastach oraz koniecznością ograniczenia emisji gazów cieplarnianych. Wczesne wdrożenia, prowadzone głównie przez małe firmy kurierskie, skupiały się na transporcie dokumentów i drobnych przesyłek na krótkich dystansach.
W ostatnich dekadach cyklologistyka zyskała na znaczeniu dzięki rozwojowi e-commerce oraz naciskowi na zrównoważony rozwój. Współczesne wdrożenia obejmują dostawy przesyłek kurierskich, artykułów spożywczych, posiłków z restauracji, materiałów biurowych oraz usługi serwisowe. Według danych z 2019 roku w Europie działało ponad 100 firm zajmujących się cyklologistyką, a prognozy wskazują na dalszy wzrost tego sektora.
Wiele miast wdraża programy wspierające cyklologistykę, obejmujące budowę ścieżek rowerowych, wyznaczanie specjalnych stref dostaw dla rowerów oraz programy dotacyjne na zakup rowerów cargo. W 2020 roku sprzedano 11 000 elektrycznych rowerów cargo we Francji i 78 000 w Niemczech. Według raportu Europejskiej Federacji Cyklistów, w 2021 roku rowery cargo stanowiły ponad 30% dostaw miejskich w kilku europejskich metropoliach. Amsterdam, ze swoją rozwiniętą infrastrukturą rowerową, jest jednym z liderów tego trendu. W Chinach rowery cargo odgrywają kluczową rolę w transporcie miejskim, a w krajach rozwijających się stanowią podstawową formę transportu towarów ze względu na niskie koszty eksploatacji. W 2021 roku organizacja Les Boîtes à Vélo utworzyła pierwsze w Europie obserwatorium zajmujące się cyklomobilnością zawodową.  Francuski Ministerstwo Transformacji Ekologicznej i Spójności Terytorialnej ogłosiło w 2021 roku Plan krajowy na rzecz rozwoju cyklologistyki, którego celem jest poprawa jakości powietrza i redukcja emisji gazów cieplarnianych. Na jego realizację przeznaczono 12 mln euro w ramach certyfikatów oszczędności energii. W 2022 roku w ramach organizacji Les Boîtes à Vélo utworzono pierwszą francuską federację branżową cyklologistyki. Według raportu The Shift Project, dekarbonizacja transportu wymaga zastąpienia samochodów rowerami oraz rozwoju cyklologistyki.
Pomimo wielu zalet, cyklologistyka napotyka na wyzwania, takie jak ograniczona ładowność rowerów, zależność od warunków atmosferycznych, bezpieczeństwo kurierów, konieczność integracji z systemami informatycznymi oraz wysokie koszty początkowe związane z zakupem rowerów cargo i infrastrukturą. Niemniej jednak rozwój technologii, polityka ekologiczna oraz rosnące koszty transportu samochodowego sprawiają, że cyklologistyka dynamicznie się rozwija. Rozwój technologiczny w zakresie konstrukcji rowerów, szczególnie rowerów cargo, oraz wspomagania elektrycznego, zwiększyły możliwości transportowe i zasięg cyklologistyki. Zwolennicy przewidują, że w przyszłości może nie tylko uzupełniać, ale i zastępować tradycyjne metody logistyki w centrach miast, przyczyniając się do poprawy jakości życia i ograniczenia wpływu transportu na środowisko.